# 미국의 연방 사면
미국의 연방 사면은 미국 대통령만이 미국 헌법에 따라 "미국에 대한 범죄에 대한 유예 및 사면"을 부여할 수 있는 권한에 따라 부여한다.

## 설명
사면은 탄핵 사건을 제외한 모든 연방 형사 범죄에 적용되며, 형량 감형 또는 연기, 벌금 또는 배상금 면제, 형벌 부과 연기, 전체 그룹 또는 개인 계층에 대한 사면 제공을 포함한 다양한 형태의 사면이 가능하다. 사면 권한은 육군, 해군, 공군, 해병대, 해안 경비대 및 우주군을 포함한 미국 군대 구성원에 대한 군사 법원과 관련된 사건까지 확대된다.
대통령은 스스로 또는 미국 법무부 사면 변호사 사무실(Office of the Pardon Attorney)을 통해 요청된 사항에 따라 사면을 부여할 수 있다. 사면 변호사(Pardon Attorney)는 사면 신청을 조사하고 검토하지만 자문 역할만 수행하며, 대통령은 결과를 무시하거나 사면 변호사를 완전히 우회할 수 있다.
대통령의 사면 권한은 컬럼비아 특별구에서 저지른 범죄에까지 확대된다.[United States v. Perkins(1885).] 그러나 주법 위반에는 적용되지 않는다.
사면 권한은 "전권"으로 간주되므로 일반적으로 의회나 사법부가 제한하거나 수정할 수 없다. Ex parte Garland(1867)에서 미국 대법원은 연방 사면의 "무제한" 성격(탄핵 사건 제외)을 확인하고 법적 절차가 시작되지 않은 범죄를 포함하도록 범위를 확대했다. 사면은 추정 사건에 사용되었으며, 특히 제럴드 포드 대통령이 워터게이트 스캔들과 관련된 모든 범죄에 대해 리처드 닉슨을 사면한 것이 매우 유명하다. 이러한 "공개 사면"의 법적 효과는 사법부에서 판단되지 않았다.
역사적 선례가 부족하기 때문에 연방 사면의 전체 범위와 법적 의미에 대한 의견 불일치와 불확실성이 여전히 남아 있다. 사면 권한이 탄핵 방해와 관련된 사건에 적용되는지 여부 또는 어떻게 적용되는지, 사면이 비밀리에 내려질 수 있는지, 또는 권한에 연방 법원에서 기각된 주 범죄에 대한 인신보호령 청원을 부여하는 권한이 포함되는지는 불분명하다. 마찬가지로 대통령이 스스로를 사면할 수 있는지(자기 사면)에 대해서도 논쟁이 있다. 시도된 적이 없고 법정에서 이의를 제기한 적은 더더욱 없다.
사람은 사면을 받아들이지 않기로 결정할 수 있으며, 그럴 경우 사면은 효력을 발생하지 않는다. Burdick v. United States(1915)에서 대법원 다수 의견이다. 2021년 제10순회 항소법원은 사면 수락이 유죄에 대한 법적 자백을 구성하지 않는다고 판결하면서 대법원의 이전 판단이 권위 있는 것으로 인정되었다.
미국 법무부에 따르면 1900년부터 2017년까지 총 22,485건의 행정 사면 조치가 취해졌다. 20세기 후반 이후로 사면 허가 건수와 허가된 사면 청원 비율이 감소했다.

## 헌법적 근거
대통령의 사면권은 미국 헌법 제2조 제2절 제1항에 근거하며, 이는 다음과 같이 규정하고 있다.
대통령은 ... 탄핵 사건을 제외하고 미국에 대한 범죄에 대해 집행유예와 사면을 부여할 권한을 가진다.
미국 대법원은 이 조항을 사면, 조건부 사면, 형량 감형, 형량 감형, 벌금 및 몰수 면제, 유예 및 사면을 부여할 권한을 포함하는 것으로 해석했다.

## 사면권의 유래
정부가 형사 처벌로부터 구제를 제공할 권한이 있다는 개념은 고대 유대, 그리스, 로마의 법적 원칙과 관행을 포함하여 깊고 광범위한 역사적 뿌리를 가지고 있다. 미국 헌법의 사면권은 오랜 영국 전통에서 유래되었으며, 군주가 사형을 철회하거나 대체할 수 있는 "왕의 자비 특권"을 행사할 수 있도록 허용했다. 알려진 최초의 자비 특권은 웨식스의 이네 왕(688~725)이 내렸고, 헨리 8세(1509~1547)의 통치 기간 동안 의회에서 공식적으로 왕관의 독점적 권리로 선언되었다. 18세기에 이 권한은 잠재적 남용을 해결하기 위해 의회에 의해 제한되었지만 미국 식민지를 포함하여 광범위한 적용을 유지했다. 미국 헌법의 제정자들은 영국 관행의 직접적인 영향을 받았다.
알렉산더 해밀턴은 연방주의자 논문, 특히 연방주의자 74호에서 사면권을 옹호했는데, 그는 그러한 권한이 불행한 죄책감에 대한 예외에 대한 쉬운 접근을 보장하기 위해 가능한 한 적게 제한되거나 부끄러워져야 한다고 주장했다. 해밀턴은 또한 대통령에게만 권한을 부여하는 것이 가장 유익한 행사로 이어질 것이라고 주장했다. 왜냐하면 한 사람이 종종 완고한 행동으로 서로를 격려하고, 분별력 없는 또는 가식적인 사면에 대한 의심이나 비난의 우려에 덜 민감할 수 있는 사람들 집단보다 정부의 자비를 더 잘 베풀 수 있기 때문이다.
역사적 선례를 감안할 때, 1787년 헌법 회의에서는 사면권을 제정할지 여부에 대한 논쟁이 거의 없었다. 새 정부의 구조와 관련된 버지니아나 뉴저지 계획은 사면을 다루지 않았다. 오히려 대부분의 논의와 의견 불일치는 대통령 사면을 어떻게 그리고 어디에서 행사할 것인지에 집중되었다. 해밀턴은 반역을 제외한 모든 범죄에 대해 행사할 수 있는 행정부에 사면권을 부여하는 버지니아 계획에 대한 수정안을 제안했으며, 반역에 대한 사면은 상원의 승인을 필요로 했다. 세부위원회의 첫 번째 보고서는 대통령이 "유예 및 사면"을 부여할 수 있도록 제안했는데, 유일한 예외는 탄핵에 대한 사면이 주장될 수 없다는 것이었다. 이는 영국의 왕의 사면에 대한 제한과 유사했다.
버지니아 대표 에드먼드 랜돌프는 반역 사건에 대한 예외를 재통합하자는 동의안을 제출했다. 그 이유는 그러한 경우에 사면을 확대하는 것은 너무 큰 신뢰이며, 대통령 자신이 유죄일 수 있으며, 반역자들이 대통령의 도구가 될 수 있다는 것이었다. 버지니아 비준 협약 동안 버지니아 대표 조지 메이슨도 "대통령은 사면권이 없어야 한다. 왜냐하면 그는 종종 자신이 조언한 범죄를 사면할 수 있기 때문"이라는 이유로 부분적으로 비준에 반대했다. 결국 군주제가 수립되고 공화국이 파괴되었다. 펜실베이니아의 제임스 윌슨은 대통령 자신이 반역 행위에 연루되었다면 탄핵될 수 있다고 반박했다. 랜돌프의 동의안에 응답하여 제임스 매디슨은 반역과 관련된 사면에 대해 상원과 협의해야 한다고 표현했다. 로저 셔먼은 모든 사면에 대한 상원의 동의를 요구하는 별도의 제안을 제출했지만 대통령의 유예는 후속 상원 회기까지만 적용했다. 랜돌프의 동의안은 궁극적으로 8대 2 투표로 부결되었고(한 표는 분열됨), 셔먼의 동의안은 8대 1 투표로 부결되었다.

## 초기 역사
사면권은 조지 워싱턴이 1795년 위스키 반란에 참여한 사람들에게 사면을 주었을 때 처음 사용했다. 사면은 그 후 다양한 유죄 판결과 범죄에 대해 발급되었다. 토머스 제퍼슨은 외국인 및 선동법에 따라 범죄로 유죄 판결을 받은 모든 시민에게 사면을 부여했다. 에이브러햄 링컨은 미국 남북 전쟁 동안 사면을 사용하여 남부 연합군에서 이탈하도록 장려했다. 1868년 그의 후임자인 앤드류 존슨은 남부 연합의 전 대통령인 제퍼슨 데이비스를 사면했는데, 이는 아마도 그때까지 가장 논란이 많은 사면이었다.
그로버 클리블랜드의 첫 임기(1885-1889)까지 사면장은 대통령이 직접 썼다. 타자기가 백악관의 정기적인 업무에 사용되기 시작한 후, 사면은 행정 직원이 대통령을 위해 준비했으며 대통령이 서명하기만 하면 되었다.

## 같이 보기
- 놀리 프로시콰이